# Poročilo
Poročilo ali referat (latinsko réfero, ponovim, povem, sporočim) je delo, v katerem pisec, imenovan referent, poroča o izvršitvi kakega naročila, ki mu je bilo dodeljeno, brez osebnih pojasnil, pripomb.
Poznane so različne vrste poročil.
Primeri poročil:
- Podjetje, ki bi rado razširilo svoje področje ali ki bi rado ustanovilo podružnico v novem kraju, napoti v ta namen kakega svojega nastavljenca ali kakega drugega izvedenca, da prouči prilike in o tem napiše referat.
- Ustanova, pri kateri se ugotovijo v poslovanju nepravilnosti, pošlje nadzornika razmere preiskovat in o izsledkih želi pismeno poročilo.
- Vlada pošlje kakega uradnika ali znanstvenika v tujino, da prouči tam kake naprave in o tem poroča.
- Nadzornik mora napisati poročilo o sporu med delodajalci in delavci.
- Pri raznih nastavitvah so potrebni natečaji. Posebna komisija vposlane naloge presodi ter napiše o njih poročila.
- Predloge, pravila, zakone kakršne koli organizacije mora pregledati za to določena komisija in nato poročati o diskusijah komisije, poslati predloge in svetovati morebitne spremembe.
- Najenostavnejše poročilo se imenuje obnova. Za utrditev jezika se obnova goji pri jezikovnem pouku ob berilih klasičnih književnih del. Obnova je lahko prosta, če se obnavlja točno po berilu, skrčena, če se izlušči le bistvene stvari, razširjena, če se razširi z lastno domišljijo, ali spremenjena, če si ji da nova oblika.